# لوئیس والتات
لوئیس والتات (به فرانسوی: Louis Valtat) ،(زادهٔ ۸ اوت ۱۸۶۹ میلادی -مرگ ۲ژانویه ۱۹۵۲ میلادی)، نقاش و گراورساز فرانسوی منسوب به مکتب فوویسم می‌باشد. این گروه اولین بار در سال ۱۹۰۵ آثارشان رادر در سالن پاییزی (Salon d'Automne)به نمایش گذاشتند. لوئیس والتات به عنوان یکی از چهره‌های کلیدی در مسیر انتقال سبکی نقاشی ازکلود مونه به هانری ماتیس مطرح می‌شود.

## زندگی‌نامه
لوئیس والتات در ۸ آگوست سال ۱۹۰۵ میلادی در ناحیه دیئپ نورماندی فرانسه در خانواده‌ای مرفه زاده شد. خانوادهٔ او مالکان کشتی بودند. والتات بیشتر دوران کودکی خود را ورسای منطقه‌ای در حومهٔ پاریس گذراند. او تحصیلات دبیرستانی خود را درمدرسهٔ (به فرانسوی: Lycée Hoche)کسب نمود. با تشویق پدرش که خود نیز نقاش منظره پرداز بود به هنر نقاشی علاقه‌مند شد. در سن هفده سالگی با هدف دنبال کردن نقاشی به عنوان حرفه‌ای برای آیندهٔ خود، درخواست ورود به اکول ده بوزار را داد و پذیرفته شد. در سال ۱۸۸۷ او به پاریس رفت تا در آنجا ثبت نام نماید. در اکول ده بوزار هنرمندان معروفی چون گوستاو بولانجر (۱۹۲۴–۱۸۸۸)(به انگلیسی: Gustave Boulanger)، جولیس جوزف لوفور (۱۹۱۱–۱۸۳۶)(به انگلیسی :Jules Joseph Lefebvre)و بعدها ژان -ژوزف بنجامین-کنستانت (۱۹۰۲–۱۸۴۵) به (انگلیسی: Jean-Joseph Benjamin-Constant) همکلاسی او بودند.
والتات سپس در آکادمی جولیان تحت نظر ژول دو پره (به فرانسوی: Jules Dupré) منظره پرداز مکتب باربیزون که نقاشان معروفی چون آلبرت آندره، موریس دنیس (به فرانسوی: Maurice Denis)، پی یر بونار (به فرانسوی: Pierre Bonnard) و ادوار وویار (به فرانسوی: Édouard Vuillard)از شاگردان او بودند تحصیلات خود را دنبال کرد. سه نقاش اخیر که خود را نبی‌ها می‌نامیدند متأثر از سبک ترکیب گری پل گوگن (۱۹۰۳–۱۸۴۸) و استفاده از فرمهای ساده شده، رنگ‌های ناب و سطوح بزرگ این نقاش بودند. والتات هرجند با گروه نیامیخت ولی شیوهٔ کاری آنان را آموخت.
در سال ۱۸۹۰ پس از دریافت جایزهٔ (به فرانسوی :Jauvin d’Attainville)آتلیه شخصی خود را در خیابان لا گلاسیه (به فرانسوی: La Glaciere)دایر نمود و در سال ۱۸۹۳ برای اولین بار آثارش را در سالن مستقلین به نمایش گذاشت. این نقاشی‌ها شامل صحنه‌هایی از زندگی در خیابان‌های اطراف کارگاه هنری وی بودند.منتقد هنری فلیکس فنیون در نقدهای خودبه اثر در بلوار - ۱۸۹۳ او اشاره کرده‌است. در نقاشی‌های اولیهٔ خود والتات نورهای خودانگیختهٔ دریافتگران و نقطه چینی‌های رنگی پوینتیلیسم را بکار می‌گرفت. دو اثر والتات که به خوبی بیانگر شیوهٔ کاری این دوران او می‌باشند  قایقها-۱۸۹۲ (به انگلیسی :Barges) و اثردرختان سیب -۱۸۹۴(به انگلیسی:The Apple Trees)است که چنانچه ریموند کنیا (به فرانسوی: Raymond Cogniat)می‌گوید اثر قایق‌ها دارای انعکاسات متحرک و موج دار دریافتگران می‌باشد در حالیکه درختان سیب  با درخشش قرمزها و زردهای روشن که با ضربه‌های قلم موهای لکه لکهٔ سبز تشدید شده‌است جان گرفته‌است.
والتات در طول حیات هنری خود آثارش را به وفور به نمایش گذاشت. در سال ۱۸۹۶او با مشارکت آنری دو تولوز-لوترک و آلبرت آندره دکوری را برای تئاتر شاهکار در پاریس طراحی کردند.
والتات ار بیماری سل رنج می‌برد و پاییز و زمستانهای زیادی را در سواحل مدیترانه بانیول-سور-مر و سن-تروپه گذرانید. از آغاز سال ۱۹۰۰ والتات با دوچرخهٔ خود برای دیدار پیر آگوست رنوآر در کنی سور مرن در فرانسه سفرهای زیادی کرد. او در طی این دیدارها طراحی‌هایی از چهرهٔ رنوار تهیه کرد که در گراور سازی از آن استفاده نمود. همچنین این دو هنرمند با مشارکت هم بر روی مجسمه‌ای از پل سزان کار کردند. دوست دیگر او پل سینیاک بود که اغلب با ماشین موتوری کوچکی که در مقابل اثر نقاشی خود زنی در کنار ساحل آن را دریافت کرده بود از او دیدار می‌کرد.
در طی اقامتش در سواحل مدیترانه والتات از مایه رنگ‌های شدیدتری استفاده کرد و تمایلات فوویستی خود را آشکارتر نمود تاریخ‌شناس هنری ناتالی هندرسون لی شیوهٔ کاری او را (به انگلیسی "proto-Fauve") نامیده است. هرچند او همواره از بکار بستن رنگ‌ها و فرمهای بسیار زمخت فووها دوری جست.
بعد از سال ۱۹۱۴ او در پاریس و نواحی روان و ورسای به فعالیت هنری خود ادامه داد. موضوع نقاشی‌های او شامل گل‌ها، مناظر و صحنه‌هایی از زندگی
روزمره بودند. او همچنین آثار چاپی زیادی به انجام رسانید. لوئیس والتات تا سال ۱۹۴۸ تا زمانیکه بیماری آب سیاه باعث از دادن بیشتر بیناییش شد به خلق آثار نقاشی ادامه داد.

## وفات
لوئیس والتات در ۲ ژانویه ۱۹۵۲ در پاریس در گذشت.

## آثار منتخب
نمونه‌هایی از آثار لوئیس والتات:
- کمپوزیسیون با سه گلدان (Composition with Three Vases)
- صخره‌های قرمز کنار دریا(به انگلیسی Red Rocks by the Sea), 1903)
- قایق‌ها(Barges)
- درختان سیب(The Apple Trees)
- در بلوار-1893(On The Boulevard)
- لاله‌ها و بنفشه‌ها Tulips and Violets), 1925)
- طبیعت بیجان با سیب (Still life With Apples)